# Fabio Montenegro
Pour les articles homonymes, voir Montenegro.
Montenegro  Forero est un nom espagnol. Le premier nom de famille, en général paternel, est Montenegro ; le second, en général maternel, souvent omis, est Forero.
Fabio Nelson Montenegro Forero, né le 4 avril 1982 à Chocontá, est un coureur cycliste colombien. Il remporte au cours de sa carrière deux victoires sur des épreuves inscrites au calendrier de l’UCI. Excellent grimpeur, il a à de nombreuses reprises remporté le trophée des grimpeurs de courses qu'il disputait.

## Biographie
Pesant 52 kg pour 1,64 m, le Cundinamarqués Fabio Montenegro, natif de Chocontá est considéré comme un grimpeur de "poche", selon l'expression consacrée chez les journalistes sportifs. 
La première saison cycliste où Fabio Montenegro apparait en haut des classements est l'année 2006. Elle le voit s'imposer sur deux étapes et au classement général de la Vuelta a Aragua (es). Toujours au Venezuela, Fabio Montenegro termine également deuxième d'une étape du Clásico Ciclístico Banfoandes. En Colombie, Fabio s'impose dans la Vuelta al Cauca (victoire qu'il adorne d'un succès d'étape). Et surtout, il bénéficie de la mise hors course d'Hernán Buenahora pour s'adjuger le classement des meilleurs grimpeurs du Tour de Colombie.
En 2007, Montenegro remporte deux étapes de la Clásica de Fusagasugá qu'il termine deuxième et deux étapes de la Vuelta al Tolima qu'il finit également sur le podium. À la fin de l'année, avec sa formation, il s'adjuge la quatrième étape (un contre-la-montre par équipes) de la Vuelta a Chiriquí, au Panama.
L'année 2008 se termine par sa première victoire dans une course, labellisée UCI. En effet, il s'impose dans la troisième étape de la XXIX Vuelta Ciclística Internacional al Ecuador, dont il prend la tête du classement général (pour une journée). Auparavant, il s'était adjugé son deuxième trophée des grimpeurs du Tour de Colombie. À la suite, début juin, Chocontá, la municipalité cundinamarquesa dont il est originaire, lui rend hommage lors d'une cérémonie. Il y reçoit une plaque commémorative en présence de différentes personnalités du département. 
En 2009, il commence sa moisson de victoires en remportant le Circuito de Combita (nl), traditionnelle course de rentrée. Puis il s'impose dans la deuxième étape de la Clásica de Pasca. Son troisième bouquet, il l'obtient lors de la deuxième étape de la Clásica de Anapoima, épreuve où il s'adjugera le trophée des grimpeurs. Puis une bonne partie de sa saison est gâchée par la rupture de contrat avec la mairie de Tunja, qui le laisse en dehors de nombreuses compétitions, il dispute néanmoins le Clásico RCN 2009 (es) avec l'équipe Aguardiente Néctar de Cundinamarca. Celle-ci, satisfaite de sa participation, annonce en décembre le conserver dans son effectif pour la saison 2010.
Un nouveau succès dans un classement du meilleur grimpeur met en valeur sa saison, celui du Clásico RCN. Il était notamment passé en tête au passage du « mythique » Alto de La Línea (es). S'ensuivent deux saisons sans relief. Par exemple, en 2011, il arrive au Tour de Colombie comme un des chefs de file de la nouvelle formation Formesan-Panachi-Indersantander, avec l'objectif d'intégrer les dix premiers du classement général et de décrocher un nouveau trophée des grimpeurs. Mais il terminera bredouille. En 2012, seules sa deuxième place (derrière Fernando Camargo) au classement des meilleurs grimpeurs et sa onzième place au classement général du Tour de Colombie peuvent être mis en exergue.
En 2013, pour sa deuxième saison avec la formation Formesán-Bogotá Humana, il remporte un deuxième titre de meilleur grimpeur au Clásico RCN, trois ans après sa première victoire dans ce classement annexe. En novembre, Fabio Montenegro annonce sa signature avec la formation GW Shimano pour la saison 2014. Cette saison-ci, ainsi que la suivante, ne voit pas Fabio Montenegro briller.
En mai 2016, membre de l'éphémère formation Aroma y Tanga, Fabio Montenegro remporte la quatrième et dernière étape de la Vuelta a Cundinamarca, un contre-la-montre en ascension. Il s'adjuge par là-même le classement général et le trophée des grimpeurs. La semaine suivante, il renforce l'équipe Mundial de Tornillos-Formesan en vue du Tour de Colombie 2016. Il y remporte la plus importante victoire de sa carrière. Lors de la deuxième étape, il s'impose à los Montes de María, située dans la vereda de La Cansona (municipalité d'El Carmen de Bolívar) et s'empare de la tête du classement des meilleurs grimpeurs. Classement annexe qu'il terminera deuxième. Interrogé sur le sujet, Montenegro considère la saison 2016 comme la meilleure de sa carrière. Ce qui lui permet d'être contacté par Rafael Antonio Niño pour intégrer la formation boyacense EBSA pour l'année suivante.
Il démarre la saison 2017 avec comme objectif de glaner quelques trophées des grimpeurs. En avril, Fabio Montenegro remporte sa dernière victoire, en raflant la deuxième étape de la Vuelta al Tolima. En juin, il remporte son dernier classement du meilleur grimpeur en s'adjugeant celui de la Vuelta a Boyacá, objectif principal de sa formation.
En août, il prend part au Tour de Colombie. Moins d'une semaine après la fin de la compétition, le coureur neuchâtelois Alexandre Ballet se confie à la presse de son canton « sur les agissements d'un certain coureur, qu'il a surnommé "le pharmacien". Ce dernier distribuait des pastilles dans le peloton. » L'article suscite des commentaires en Colombie et la réprobation du président de la fédération colombienne de cyclisme Jorge González, qui voit, dans le témoignage de Ballet, une nouvelle tentative d'entacher l'image de la Colombie. Pourtant au mois de novembre, l'Union cycliste internationale notifie à huit coureurs (dont Fabio Montenegro) un résultat analytique anormal  au CERA sur des échantillons prélevés lors de la compétition. Il est suspendu pour une durée de quatre ans. Il ne reprend pas la compétition à l'issue.

## Palmarès
- 2007
  - 1rea (contre-la-montre) et 1reb étapes de la Clásica de Fusagasugá
  - 2e de la Clásica de Fusagasugá
  - 3e[29] et 4e étapes de la Vuelta al Tolima
  - 2e de la Vuelta al Tolima
- 2008
  - 3e étape du Tour de l'Équateur
- 2009
  - 2e étape de la Clásica de Anapoima
- 2016
  - Vuelta a Cundinamarca :
    - Classement général
    - 4e étape (contre-la-montre)

  - 2e étape du Tour de Colombie
- 2017
  - 2e étape de la Vuelta al Tolima

## Classements mondiaux
| Année            | 2007 | 2008 | 2009 | 2010 | 2011 | 2012 | 2013 | 2014 | 2015 | 2016 |
| ---------------- | ---- | ---- | ---- | ---- | ---- | ---- | ---- | ---- | ---- | ---- |
| UCI America Tour | 282e |      | 198e |      |      |      |      |      |      | 395e |